# Leandro Fernández
Leandro Sebastián Fernández (* 30. Januar 1983 in Rosario) ist ein ehemaliger argentinischer Fußballspieler.

## Karriere

### Verein
Leandro Fernández begann seine Karriere mit 15 Jahren bei den Newell’s Old Boys. 2005 wechselte er zum River Plate. Nach nur einem Jahr verließ er den Club Richtung Dynamo Moskau. Für den russischen Verein spielte er insgesamt acht Jahre und bestritt mehr als 200 Spiele in der Premjer-Liga
Seit Juli 2014 spielte er erneut für die Newell’s Old Boys. Bis Januar 2017 bestritt insgesamt 40 Erstligaspiele für den Klub. Dabei erzielte er einen Treffer. Im Januar 2017 schloss er sich dem uruguayischen Erstligisten Danubio FC an. Nach einer Saison bei dem Verein beendete Fernández zum Jahresanfang 2018 seine Karriere.

### Nationalmannschaft
2004 gehörte Leandro Fernández zum Kader der Olympischen Fußballauswahl. Danach wurde er nicht mehr für die argentinische Nationalelf berücksichtigt.